# 石橋洋貴
Men's石橋（メンズ いしばし、1990年6月4日 - ）は、日本のピン芸人、舞台芸人である。本名は石橋 洋貴（いしばし ひろき）。
大阪府吹田市出身。スパンキープロダクション所属。2022年までは吉本興業に所属していた。また、2014年4月1日から2022年1月26日までは吉本新喜劇の座員であった。

## 来歴・人物
- 大阪NSC第34期生[2]。
- 2011年、カルテット「ゴニンニナリタクテ」結成（副リーダー、大ボケ担当）。後に解散。
- 2012年、ピン芸人Men's石橋として路上ライブ「Men's石橋のイキオイライブ」を主催。
- 2013年12月に行われた「吉本新喜劇金の卵7個目オーディション」の結果、2014年4月1日付で吉本新喜劇に入団。
- 2015年4月から本名で活動していたが、2021年3月11日には再び「Men's石橋」の芸名で活動。
- 2018年、Twitterドラマ「刑事ISHIBASHI」（2月15日〜7月28日 全11話）の主演・脚本・監督を務める。シーズン2も2019年からスタートした。
- 2019年11月2日からSHOWROOMでの配信を開始。
- 2022年1月26日に吉本新喜劇を退団し、同年に吉本興業を退所してからは、フリーランスの芸人として活動していた。2024年6月ごろからスパンキープロダクションに所属している。

### エピソード
- 兄がニューハーフであることが影響して同級生などから石橋本人もニューハーフではないかと疑われた経験から、自分は普通の男であることを明言する芸名となった[3]。
- 島田一の介がオーナーのスナック「ベル」の店長に就任。桂三象からも店長と呼ばれている。
- 甲子園サポートでは主任を任されて後輩にも指導している。
- 後輩からは「メンズさん」と呼ばれている。

## 芸風
- 基本的にギャガーである。
- 両手の人差し指を並べた状態で下向きにVサインを作るポーズを「Men'sポーズ」として推している。
- A〜Lまでの英単語を次々言った後で「Men's石橋です」とMen'sポーズを取る。

## 出演

### テレビ番組
- よしもと新喜劇（毎日放送）
- 新婚さんいらっしゃい!（ABCテレビ、2020年11月8日）
- ロケみつフライデー
- 爆笑キャラパレード
- 吉本アメイジング劇場
- よしもと新喜劇NEXT

### ラジオ
- 石橋洋貴のスーパースターになるんや！（FM82.0MHz）2019年4月4日〜2021年3月

### Twitterドラマ
- 刑事ISHIBASHI  シーズン1（全11話・主役-石橋洋貴）
- 刑事ISHIBASHIエピソード0（全2話・主役-石橋洋貴）
- 刑事ISHIBASHI  シーズン2（全11話・準主役 -石橋洋貴)

### DVD
- 吉本新喜劇「おもしろくてすいません！いーいーよぉ～！編」

### 書籍
- 松本人志監修 火星人の殺し方(石橋の大喜利の答えが掲載)

### イベント
- ランバイク泉大津フェニックス2022年大会（MC）